# Federico Valentini
Federico Valentini, född 22 januari 1982, är en sanmarinsk fotbollsspelare. Han har spelat i det sanmarinska fotbollslandslaget samt klubblaget SS Cosmos.